# Stinkdistel
De stinkdistel (Eryngium foetidum) is een plant die wijdverspreid in tropisch Amerika voorkomt, vaak als onkruid op wegbermen of graslanden. Bij kneuzen of afsnijden van het blad verspreidt de plant een sterke geur. Het natuurlijke verspreidingsgebied van deze tweejarige plant omvat tropisch Zuid-Amerika en de West-Indische eilanden.
De plant vormt een wortelrozet van ongesteelde bladeren die 25 cm lang kunnen worden. Als bloeiwijze groeit daaruit een stijve steel die zich een paar keer vertakt. De vertakking wordt beschut door stekelige blaren. Aan het einde van iedere tak staan de zeer kleine groenachtige bloemetjes weer beschermd door stekelige schutblaberen. 
De plant is bekend in de keukens van Latijns-Amerika, het Caribisch gebied maar ook in het Verre Oosten. Hij wordt op grote schaal gekweekt en gebruikt voor het kruiden van vlees en andere gerechten. De plant wordt soms verward met koriander omdat in het Spaans koriander cilantro genoemd wordt en deze plant culantro. Het wordt gebruikt als alternatief voor korianderblad, omdat het een vergelijkbare maar sterkere smaak heeft. De plant is rijk in calcium, ijzer, caroteen en riboflavine.

## Medisch onderzoek
De plant wordt in de volksgeneeskunde wel gebruikt als ontstekingsremmer. Wetenschappelijk onderzoek hiernaar toonde aan dat de plant stoffen als stigmasterol, campesterol en brassicasterol bevatte en in proeven op muizen ontsteking van het oog kon verminderen.